# Cesarius Alvim
 (août 2023).
Si vous disposez d'ouvrages ou d'articles de référence ou si vous connaissez des sites web de qualité traitant du thème abordé ici, merci de compléter l'article en donnant les références utiles à sa vérifiabilité et en les liant à la section « Notes et références ».
Alvim Cesarius (né le 28 avril 1950 à Rio de Janeiro) est un compositeur de jazz brésilien.
Contrebassiste, il est également pianiste, batteur et guitariste. Il compose des pièces pour l'Orchestre philharmonique de Radio France.
Il est par ailleurs peintre. En 2013, il a exposé près de quarante ans de peinture à Dinan dans l'exposition "Bretagne, paysages imaginaires".